# Ниса
Ни́са, Ниса́, Наса́ или Неса́ (туркм. Gadymy Nusaý, перс. نسا‎, др.-греч. Νισαία, также Парфавниса) — древний город, руины которого расположены близ селения Багир, в 18 км к западу от Ашхабада, столицы Туркменистана. Состоит из двух городищ — Новой Нисы, парфянского города в долине, и Старой Нисы — царской крепости на возвышенности.

## История
Самые ранние следы человеческой деятельности на месте Нисы относятся к IV-II тыс. до н.э. В I тыс. до н.э. здесь уже существовало достаточно крупное оседлое поселение.
Согласно преданию, во времена Дария Гистаспа (VI в. до н.э.) поселение стало пограничной крепостью, которая преграждала путь вторгавшимся с севера воинственным кочевникам.
Существует несколько версий этимологии названия «Ниса», появившегося еще во времена продвижения ариев — «Нисайим». Историк Абу Сад ас-Самани (XII в.) считал, что оно происходит от арабского «ниса» (женщины), т.к. именно женщины отражали, якобы, нападение арабов на этот город. По мнению исследователей, «ниса» означает «вид оседлого поселения» или «место, где осели на жительство».

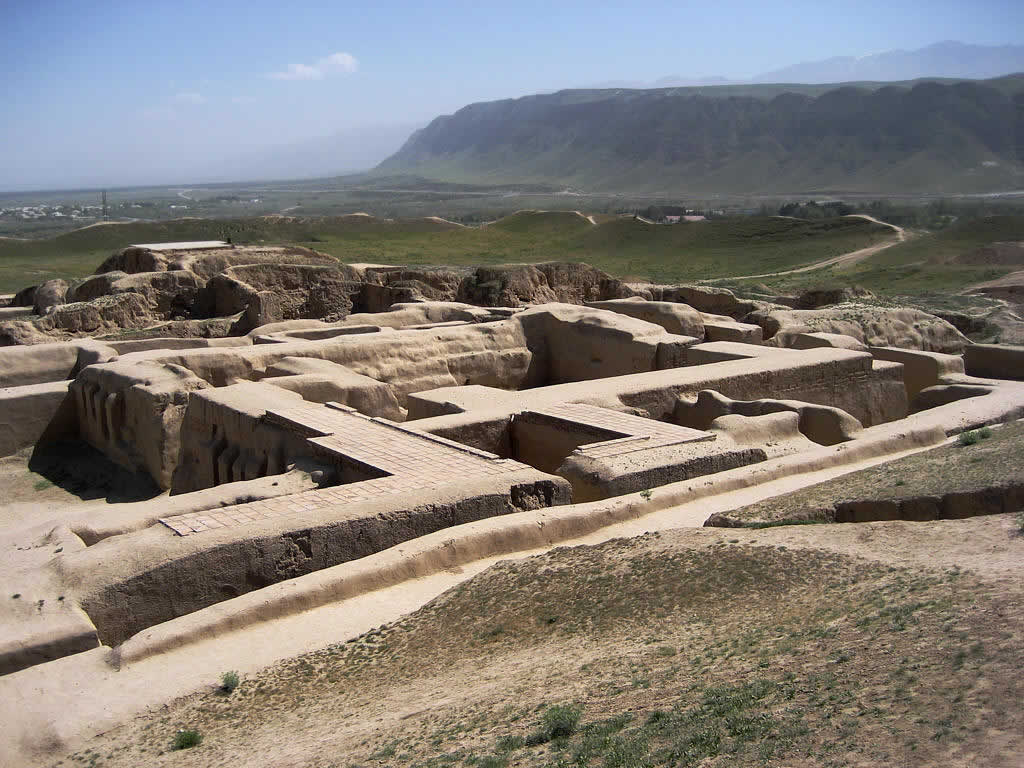
Древнее городище Ниса, Туркменистан

В IV веке до н. э. область Парфиена (столицей которой была Ниса) вошла в состав государства Александра Македонского, который рядом с крепостью Ниса (Новая Ниса), заложил город Александрополь (ныне Старая Ниса). После смерти Александра область Парфиена на недолгий период отошла к эллинистической державе Селевкидов. В 250 г. до н.э. от центральной власти отказался наместник Парфиены Андрагор. В 245 г. до н.э. местные полукочевые сакские племена дахов-парнов, обитавшие в прикаспийских степях, подняли восстание под предводительством двух братьев — Арсака и Тиридата. Они захватили власть в Парфиене, сделав Нису (Александрополь) своей столицей. Так были заложены основы великого Парфянского государства.
На месте поселения разросся античный город Новая Ниса (площадью около 18 га) с жилищами рабовладельческой знати и храмом. При Митридате I (174-136 гг. до н.э.) на месте Старой Нисы была воздвигнута царская крепость Митридаткерт (площадью около 14 га) с 43 башнями. С точки зрения античной техники крепость являла собой неприступную твердыню. В II-I вв. до н.э., в пору расцвета Парфянской империи, столица была перенесена в Малую Азию, но государи сохранили особое отношение к Нисе. Здесь находились могилы членов Арсакидской династии.
Именно к периоду расцвета культуры Парфии III-I вв. до н.э. относятся многочисленные археологические находки, сделанные в середине XX в. Это руины дворцово-храмовой архитектуры с монументальной глиняной скульптурой, мраморные статуи, целая коллекция культовых ритонов из слоновой кости с рельефным орнаментом, украшения и мелкая пластика из металла и терракоты, вооружения, утварь и др. Обнаружены также хозяйственные документы (в основном по учету продуктов виноделия), написанные арамейским алфавитом на парфянском языке.
В 226 г. н.э. Парфянское царство прекратило существование. Арташир, наместник Арсакидов в Персии, создал новое государство во главе с династией Сасанидов. В первую очередь была разрушена Старая Ниса — как династийный заповедник парфянских царей. Жизнь там возобновилась лишь несколько столетий спустя.
Между тем, город Ниса (Новая) продолжал существовать. Но кризис рабовладельческой эпохи тяжело сказался на его функционировании. В V в. при сасанидском царе Фирузе город был отстроен заново и значительно укреплен. Ниса занимала выгодное стратегическое положение и служила заслоном против кочевников. По словам Казвини, Нису какое-то время называли Шахри-Фируз (город Фируза).
В 651 г. область Нисы захватили арабы. С первой четверти IX в. Ниса входила в состав владений Тахиридов. Это уже был богатый средневековый город. В X в. Ниса перешла в руки династии Саманидов. В 992 г. саманид Нух бен Мансур передал город в качестве подарка эмиру Гурганджа за содействие, оказанное в битве с Богра-ханом бухарским.
В 996 г. обе части Хорезма были объединены Мамуном, который стал называться хорезмшахом. Ниса автоматически стала принадлежать Мамунидам. В 1004 г. последний представитель Саманидов — Мунтасир пытался вернуть Нису, и ее правитель Абу Наср ибн Махмуд Хаджиб даже ввел хутбу на свое имя. «Жители Нисы, — повествует ал- Утби (XI в.), — узнав о намерении его (Абу Насра) перейти на другую сторону, испугались за себя и написали хорезмшаху, прося у него по мощи против него». Хорезмшах разбил Мунтасира.
В 1017 г. Ниса была присоединена к владениям династии Газневидов. В 1035 г. группировка туркмен-сельджуков захватила Нису и Газневиды уступили ее Мухаммеду Тогрулбеку. С 1040 г. Ниса прочно вошла в состав Сельджукской империи. В 50-х гг. XII в. хорезмшах Атсыз присоединил Нису к своим владениям, но в 1159 г. караханид Махмуд отторг город и передал полное им управление местному эмиру Омару ибн Хамзе ан-Несеви, который сумел оградить Нису от разрушений феодальных усобиц. Эта местная династия владела городом несколько десятков лет.
В конце XII в. за земли Хорасана разгорелось соперничество между язырским туркменским племенным объединением (современное туркменское племя карадашлы) и хорезмшахами из династии Ануштегенидов. В 1160 г. хорезмшахи атаковали языров, глава которых Ягмур-хан обратился за помощью к хорасанским огузам. Огузы двинулись к Нисе и разбили Айтака — ставленника хорезмшахов. В 1164 г. владетель Нишапура ал-Муайид Айаба вытеснил огузов из Хорасана, но отступил при приближении войск хорезмшаха.
Вскоре Ниса перешла в управление сыну ал-Муайида — Туган-шаху (1174-1185), который подчинился хорезмшаху Текешу в 1182 г. и владел городом на правах его вассала. Текеш очень дорожил Нисой и старался расположить к себе могущественного Туган-шаха. В то же время, удивителен следующий факт. Несмотря на то, что Нисой и ее округом правил Туган-шах, правителем города оставался сын Омара ибн Хамзы, который имел договор с самим Текешем. Это произошло после того, как Текеш несколько раз безрезультатно пытался захватить неприступную Нису. Когда умер Имад- ад-Дин Мухаммед Омар ибн Хамза — правитель Нисы, а вскоре и его сын — наследник, хорезмшах Мухаммед II воспользовавшись ситуацией, перевез младших сыновей Имад-ад-Дина в Хорезм и их сокровища захватил с собой. Хорезмшах приказал разрушить Нису до основания и перепахать землю. На месте Нисы осталось всего несколько построек.
В 1220 г. Мухаммед II потерпел поражение от войск Чингисхана. Он направил к жителям Нисы одного из нисийских эмиров Беха-ад-дина Мухаммеда ибн Сахля, который предложил бросить город и укрыться от монголов в горах. Однако везир Нисы Захир-ад-дин Масуд ибн ал-Мунаввар аш-Шаши отверг это предложение. Он мобилизовал все силы на постройку крепостных стен. Вместе с ним в Нисе находилось несколько хорезмийцев во главе с Шихаб- ад-дином. Узнав об этом, в Нису приехали эмир Тадж-ад-дин Мухаммед ибн Саид, его дядя по матери — эмир Изз-ад-дин Кей Хосров и несколько других эмиров Хорасана. Они организовали оборону Нисы. Монголы осаждали город 15 дней с помощью 20 катапульт. Впереди себя они гнали пленных, прикрываясь ими как живым щитом. Защитники не сдавались, но монголы пробили брешь в стене и ворвались в Нису. Свыше 70 тыс. горожан было убито, а Ши- хаб-ад-дин ал-Хиваки зверски замучен.
Вскоре в опустошенный город вернулся Ихтияр-ад-дин Зенги (сын Имад-ад-дина Мухаммеда) и предъявил свои права на владение городом. Сын хорезмшаха Мухаммеда Джелал ад-дин узаконил эти права. В 1221 г. отряд Джелал ад-дина разбил у Нисы монголов. Пленных привели в Нису и обезглавили.
В конце 1221 г. стены города были отремонтированы. В 1222 г. окрепшие в Нисе туркменские племена во главе с Тадж-ад-дином Омаром ибн Масудом прибыли в Мерв и захватили его, а вскоре они овладели всем Хорасаном. Однако, в начале 1223 г. Зенгиды разбили войско Тадж-ад-дина под стенами Нисы. В течение нескольких лет Ниса переходила из рук в руки. В 1225 г. нисийские владения вошли в состав государства Хулагу из потомков Чингисхана.
В начале XIV в. Ниса подчинялась туркменскому эмиру Аргуну. В 1381 г. город мирным путем был включен в состав империи Тимура. Но правитель Мазендарана и части Хорасана эмир Вали (1353-1384) не захотел сдавать своих позиций. В 1384 г. войско Тимура отправилось в поход против Вали. «Зафар-наме», единственный источник, составленный Низам-ад-дином Нами в 1404 г., еще при жизни Тимура, указывает, что сражение произошло на границе округов Нисы и Дуру на, где эмир Вали потерпел полное поражение.
После смерти Тимура Ниса вновь оказалась в огне междоусобной войны. В 1458 г. тимурид Султан-Хусейн захватил на короткий срок Нису и Абиверд. Через 10 лет он вторично овладел городом. В 1498 г. против Султан-Хусейна восстали его сыновья: Абуль-Мухсин мирза (правитель Мерва) и правитель Нисы Мухаммед Хусейн-мирза. Дело кончилось тем, что Абуль-Мухеин-мирзе было передано управление областями Туса, Мешхеда, Абиверда, Нисы, Дуруна и Языра,
В начале XVI в. область Нисы отошла во владение Хорезмского государства во главе с Шейбани-ханом. Но после, битвы в Мерве (1510 г.) досталась Сефевидам. Хорасаном стал управлять шах Исмаил. После его смерти (1524 г.) Нисой завладели хорезмийцы и она стала принадлежать сыновьям Аминек-хана. Одновременно, в течение двух десятков лет Ниса подвергалась набегам бухарского хана Убайдуллы. В 1538 г. город сумел закрепить за собой сефеиидский шах Тахмасп. Он передал ее в управление Динмухаммеду, который опираясь на туркменское племя адаклы хызыр, изгнал бухарцев даже из Хорезма.
В XVI в. Ниса представляла собой сильную крепость. В 1561 г. правитель Герата Казак опустошил ее окрестности. В последующие годы за Нису боролись хорезмийцы и бухарцы. В 1595 г. она на некоторое время вошла в состав бухарского государства и ее правителем стал Суюнудж Мухаммед-бий. В 1597 г. шах Аббас I Великий отвоевал Нису у бухарцев и передал ее прежнему владетелю шейбаниду Нурмухаммеду. Тот, однако, пошел против Аббаса I, и последний осадил город. От Нурмухаммеда ушли туркмены саинхани и алили, жившие в окрестностях Нисы. Город был взят и передан и управление персидскому наместнику Мулькаш-султану в 1601 г. В 1628 г., когда умер Аббас I, его вассал хан Хивы Исфендияр-хан захватил Нису. Но жители города послали письмо его брату Абулгази-хану и без боя отдали ему свой город. Через несколько десятилетий нисейцы сами изгнали хивинцев. В начале XVIII в. Надир-шах передал управление Хорасаном туркменскому сердару Мухаммед-хану, Надиp-шах жестоко пресекал всякие попытки захвата Нисы хивинскими ханами.
Последующие годы не лучшим образом отразились на жизни Нисы. В 1809 г. правитель Хорасана Вели-мирза подверг ее земли разграблению. С начала XIX в. Нисой владели туркмены теке, к этому времени относится и основание селения Багир. Какое-то время оба названия со существовали, но позднее Ниса, полностью оставленная жителями, превратилась в руины на окраине Багира.

## Старая Ниса

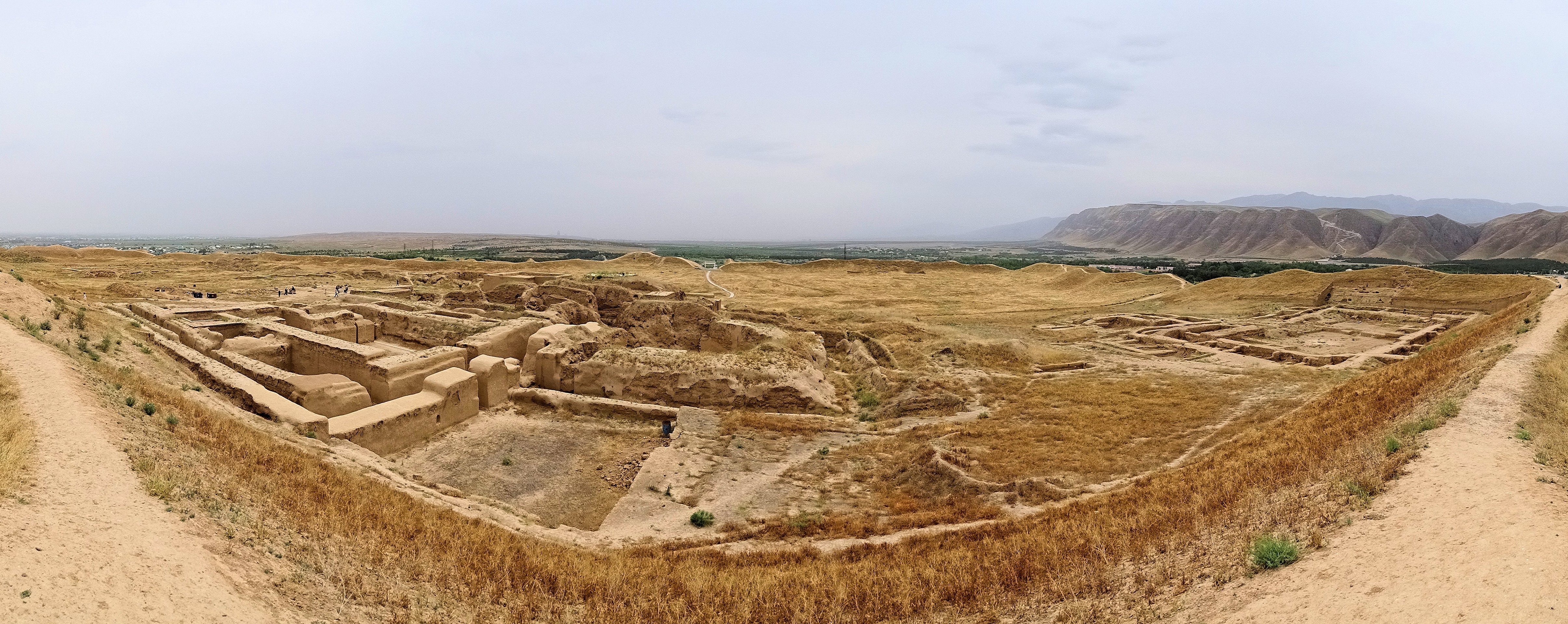
Ниса как видна с её западного конца

Старая Ниса — обособленная царская крепость на возвышенности, носила имя Митридаткерт («крепость Митридата»), основана Митридатом I или Митридатом II во II веке до н. э. До I века н. э. служила местом погребения парфянских царей, пока на престол не взошла младшая ветвь Аршакидов и царской усыпальницей стала Арбела. Площадь городища 17 гектаров, в ней находятся несколько сооружений:

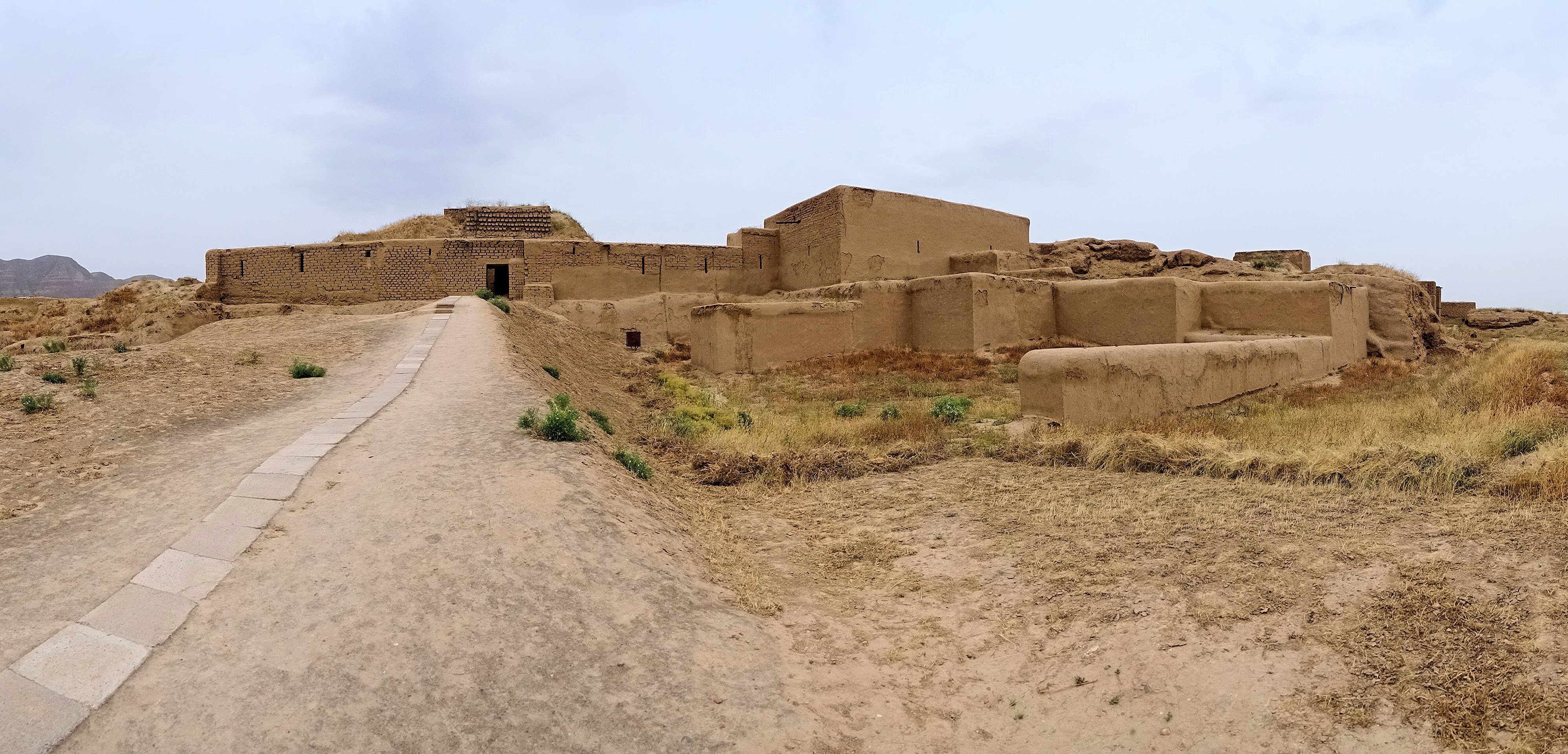
Вход в Нису

- «Квадратный дом» — сооружение, служившее царской сокровищницей, было построено в II—I веках до н. э. Представляло собой здание 60 на 60 метров, без окон, с центральным открытым двором, вокруг которого находилось 12 комнат с глинобитной скамьей в каждом помещении. Стены дома были сделаны из сырого кирпича, а перекрытия были деревянными. Здание украшали фризы с изображением как эллинистического происхождения — изображения Геракла и львиных морд, так и местного — типичное для Аршакидов изображение колчана со стрелами. Практически всё, что хранилось в «доме», было украдено грабителями, остались предметы либо испорченные, либо не представлявшие для них ценности. Самые известные из находок в «доме» — так называемая «статуя Родогуны»[3], «статуя восточной богини»[4] и многочисленные декорированные ритоны[5], находки выставляются в Главном музее Туркменистана.

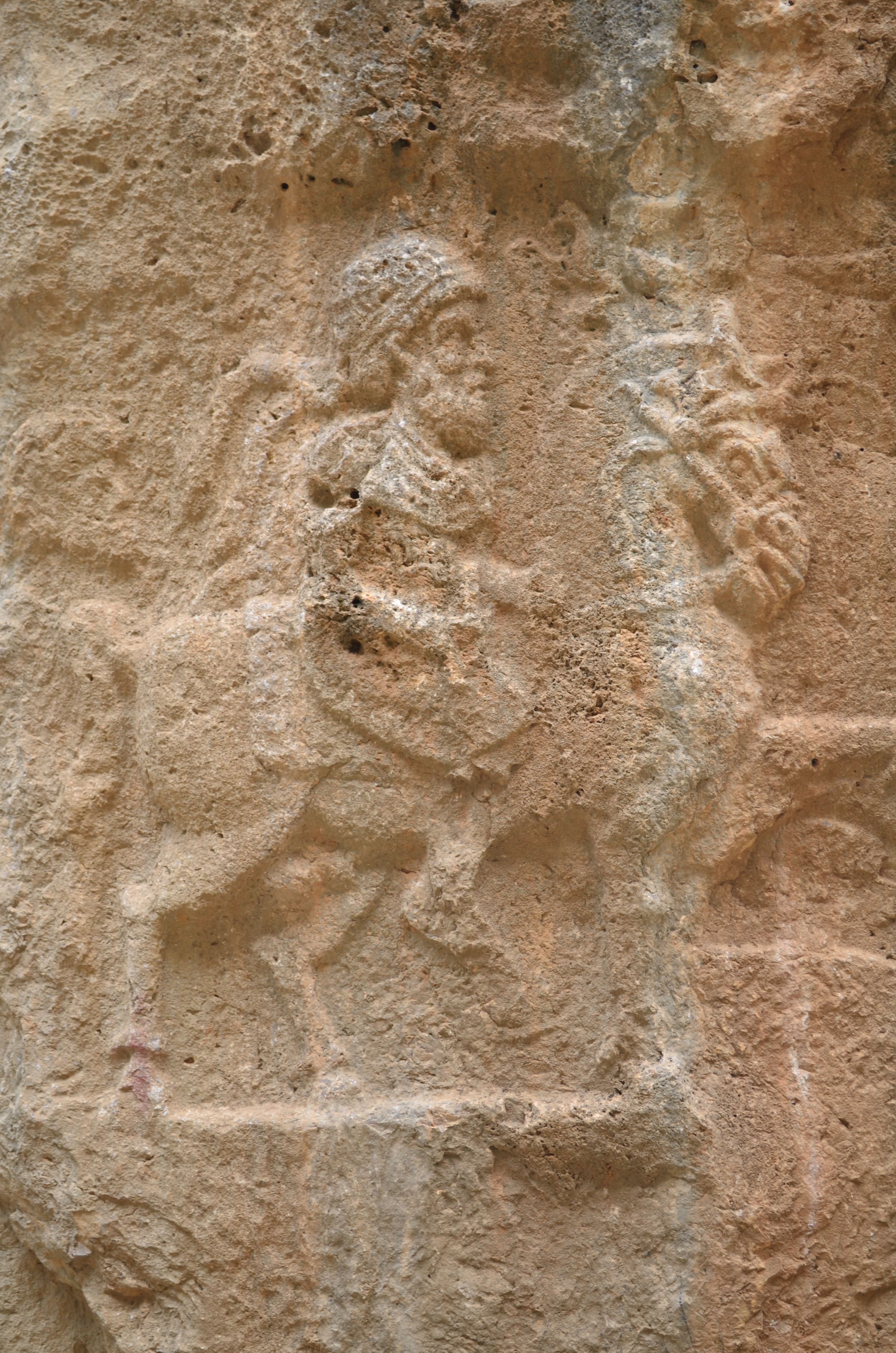
Изображение парфянского царя Митридата I на скальном рельефе, провинция Хузестан, Иран

- «Квадратный зал» — парадное помещение царской резиденции, перестроенное в I—II веках н. э. из более древнего сооружения. Размеры зала — 20 на 20 метров, сооружён на двухметровой платформе из сырого кирпича, высота стен 10 метров, а толщина 3 метра. Потолок покоится на четырёх несущих колоннах, украшенных капителями коринфского ордера. Внутри храм был украшен глиняными статуями и многоцветной росписью стен. При помощи системы коридоров зал сообщается с двумя башнеобразными сооружениями с обеих сторон зала. Предположительно весь этот комплекс служил храмом огня.
- «Круглый храм» — круглое сооружение диаметром 17 метров, внутреннее убранство было оформлено в два яруса: первый был облицован гладким белым ганчем, второй ярус членился небольшими колоннами, между которыми в нишах стояли глиняные статуи.

## Известные жители, уроженцы
Ан-Насаи (829, Ниса — 915, Рамла), мусульманский учёный персидского происхождения, один из выдающихся знатоков хадисов.

## Исследования
Раскопками, которые велись в Нисе М. Е. Массоном в 1946—1960 годах, обнаружены руины колонного зала, святилищ и укреплений, документы, написанные арамейским письмом на парфянском языке, богатые свидетельства повседневной жизни парфян, их эллинистического искусства (например, разукрашенные монументальные статуи из обожжённой глины).

## Культурно-историческое значение
В 2007 году руины парфянской крепости внесены в список объектов Всемирного наследия ЮНЕСКО.

## Галерея

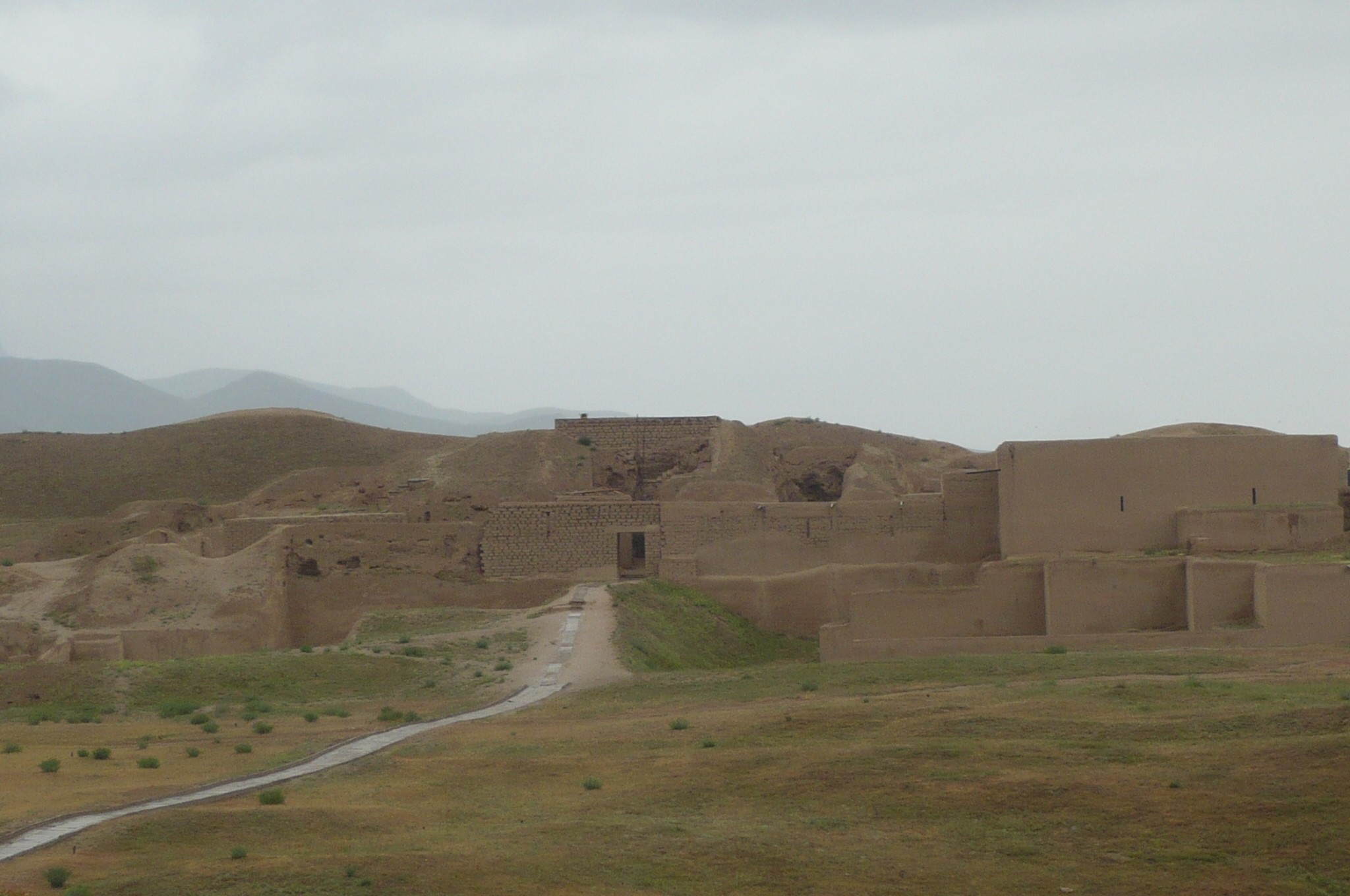
Виды стены Ниса
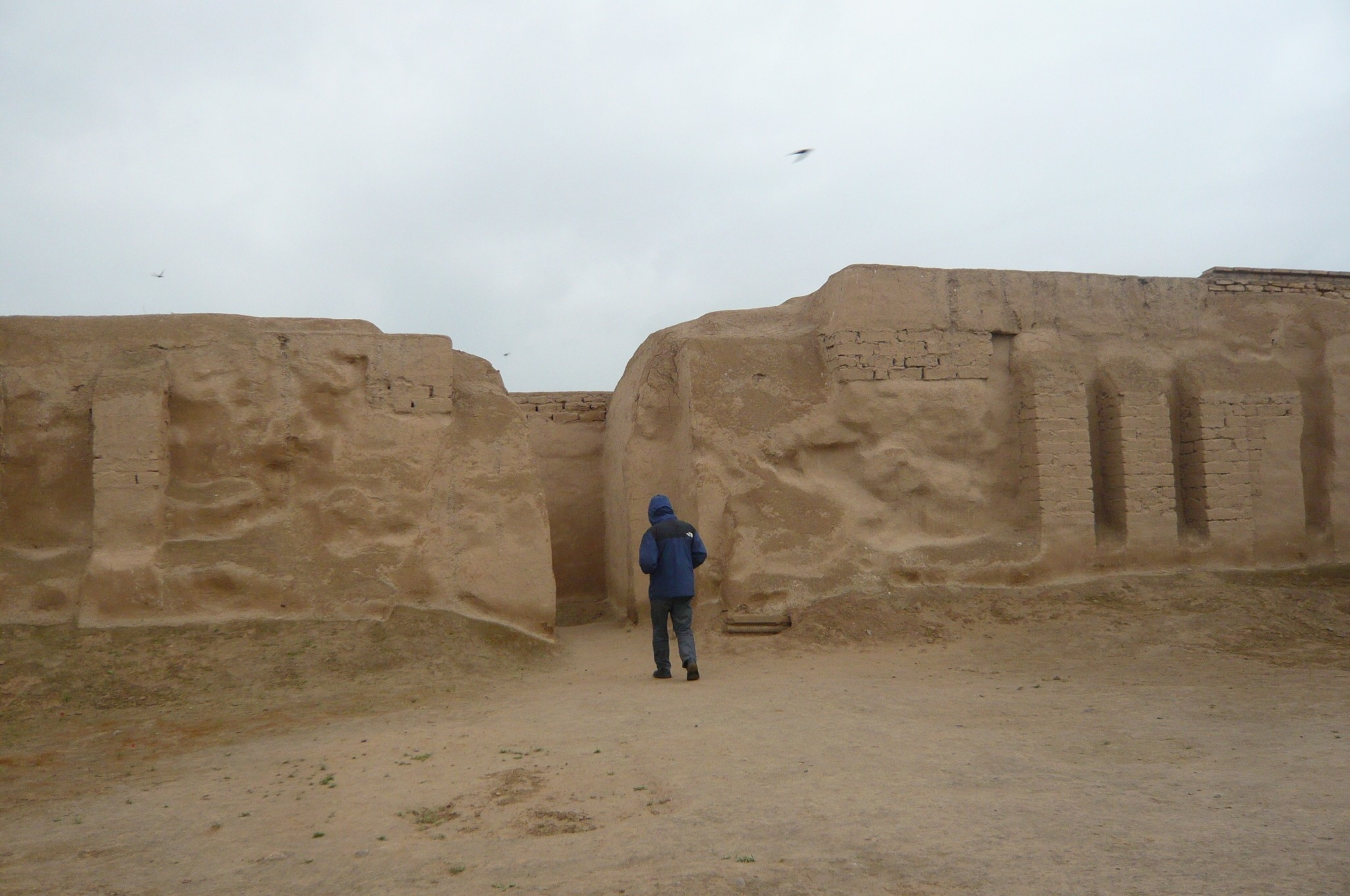
Вид на ворота Нисы
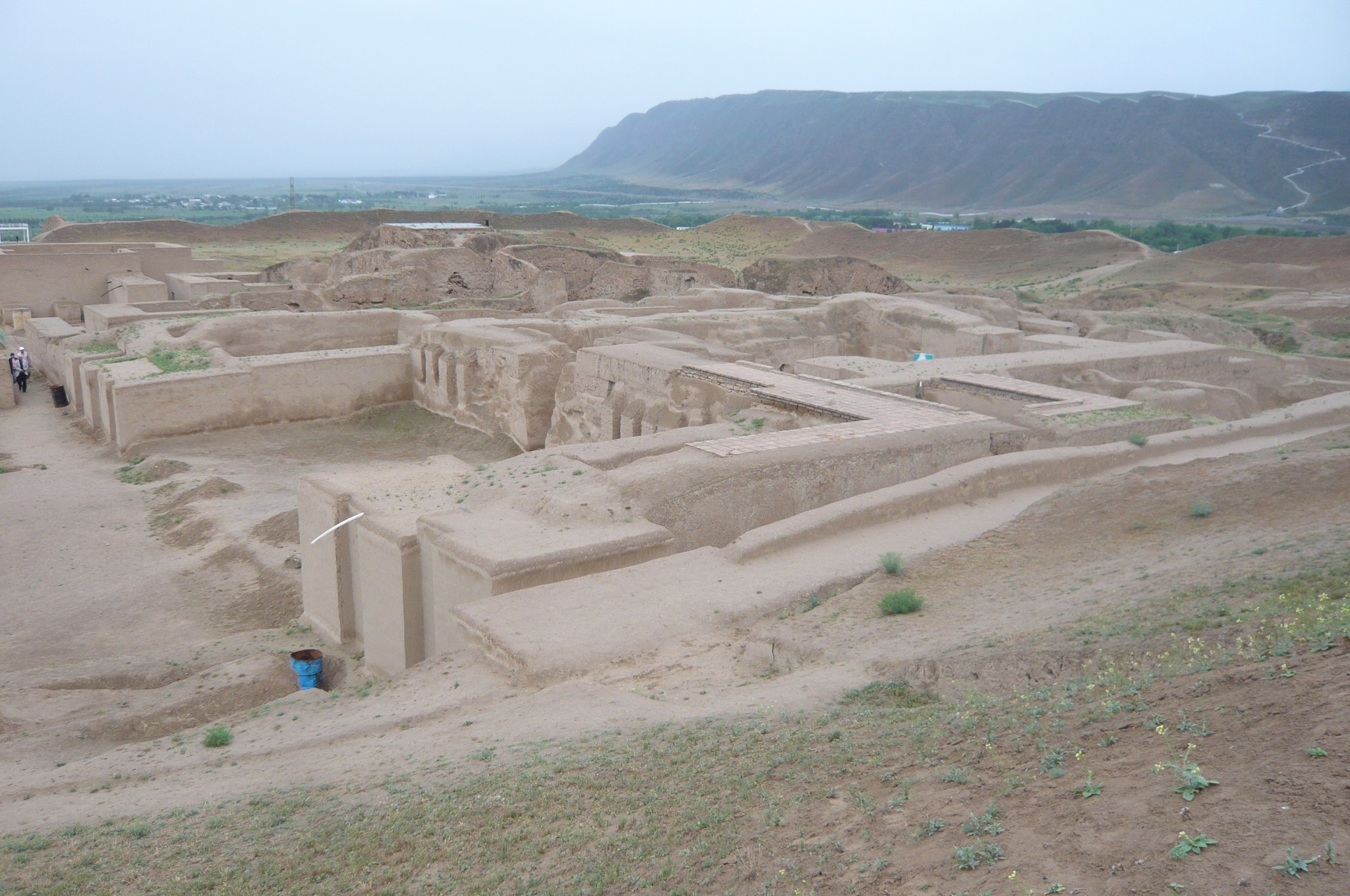
Наклонный вид на руины Нисы
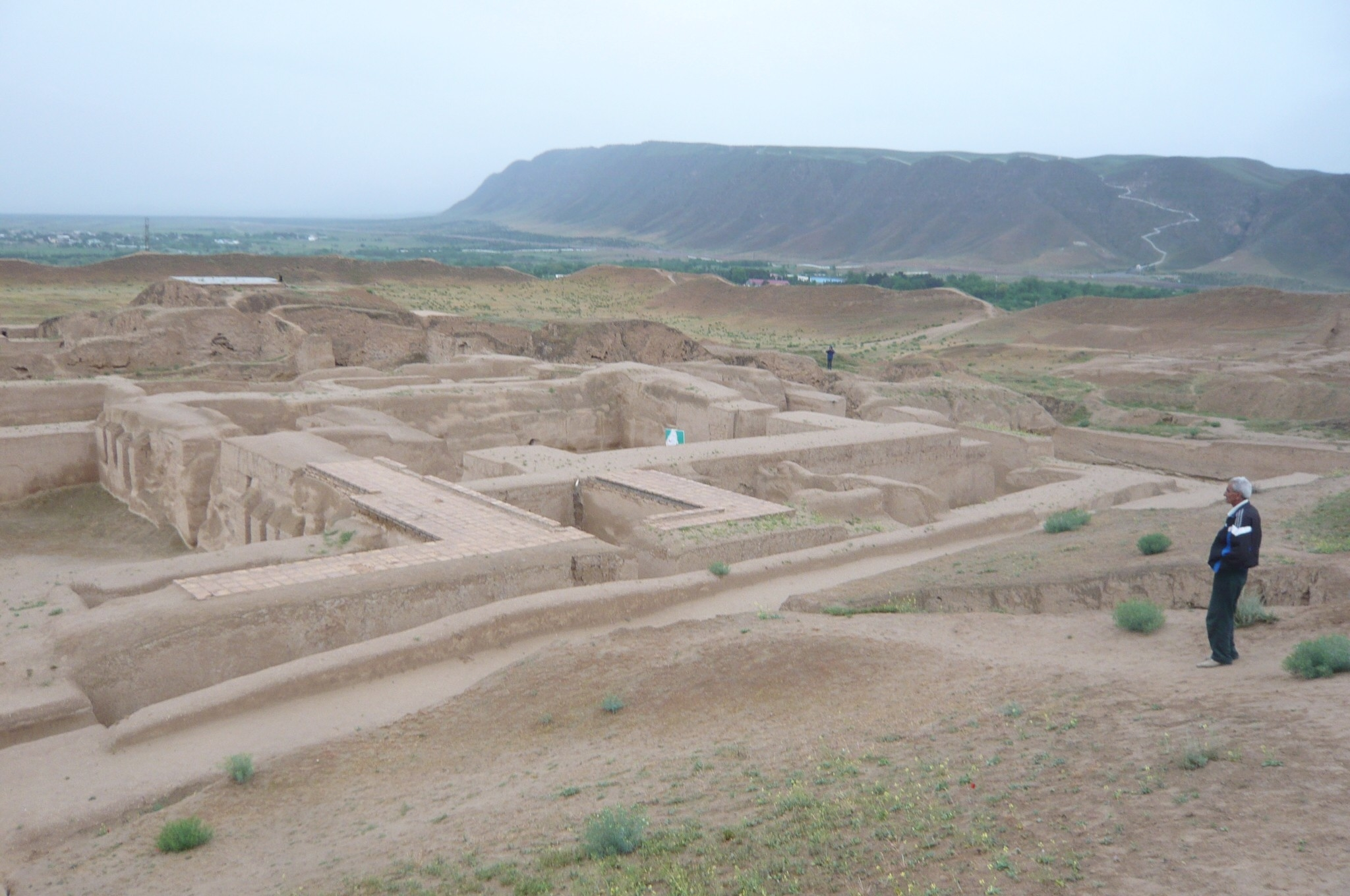
Вид на руины Нисы